# Géoïde
Un géoïde est une surface équipotentielle de référence du champ de pesanteur terrestre,.
Un géoïde est déterminé à terre par nivellement géométrique en utilisant aussi les mesures de gravimétrie ; les repères de nivellement des marégraphes sont, si possible, rapportés à un géoïde, en pratique la surface de référence du nivellement terrestre, « géoïde du nivellement terrestre ». En mer, le même géoïde peut être prolongé à l'aide de mesures gravimétriques. Un argument important pour l'utilisation d'un géoïde en tant que référence pour la marée est le fait que la référence verticale des modèles mathématiques utilisés pour simuler la dynamique des océans est une équipotentielle du champ de pesanteur. En tout point la verticale locale est perpendiculaire au géoïde. Une erreur très courante consiste à le confondre avec la surface moyenne océanographique (SMO). Ces deux surfaces doivent en effet être distinguées car la SMO est, par rapport au géoïde, affectée par des phénomènes, qualifiés ici de « météorologiques et océaniques ». Le géoïde de référence qui en résulte a la forme d'un ellipsoïde, légèrement déformé, aplati au niveau des pôles d'environ 0,335 %. C'est une représentation de la surface de la Terre plus précise que l'approximation sphérique ou ellipsoïdale.

## Définition mathématique

1. Océan — 2. Ellipsoïde — 3. Déformation locale — 4. Continent — 5. Géoïde

Sur la Terre, tout point subit une accélération de la pesanteur {\displaystyle {\overrightarrow {g}}}. Cette accélération dérive d'un potentiel gravitationnel {\displaystyle W}, tel que :
Les surfaces où le potentiel de pesanteur {\displaystyle W} est constant sont des équipotentielles de pesanteur. Un géoïde est une surface équipotentielle de pesanteur proche du niveau moyen des mers. Cette surface peut être moyennée ou données en fonction du temps (les masses internes de la Terre et les océans bougent en permanence).
Comme l'orientation du champ de pesanteur varie à la surface de la Terre, un géoïde ne se superpose pas rigoureusement avec un ellipsoïde. La forme d'un géoïde est en effet « déformée », à cause de l'inégale répartition des masses à la surface et dans les profondeurs du manteau terrestre. Il n'y a d'ailleurs pas de corrélation simple entre un modèle numérique de terrain et une description précise d'un géoïde.
La description du géoïde se fait traditionnellement par la décomposition en harmoniques sphériques  sur l'ensemble de la surface du globe. Cependant les usages de plus en plus localisés, et les données de plus en plus précises (spatiales et gravimètres) obligent à l'usage d'autres familles de fonctions, comme les ondelettes ou les Slepian, permettant une description plus localisée dans le temps et dans l'espace.

## Lien avec l'altitude
Une altitude exprime l'éloignement d'un point par rapport au géoïde. L'ellipsoïde et le géoïde ne concordent pas forcément. L'altitude le long d'une ligne de champ diffère donc de la hauteur de ce même point, mesurée par rapport à l'ellipsoïde. La différence entre les deux surfaces de référence, appelée hauteur du géoïde, peut aller jusqu'à une centaine de mètres (par exemple au niveau de la dépression du géoïde de l'océan Indien).
Il existe plusieurs manières d'exprimer l'altitude : altitude dynamique, altitude orthométrique, altitude normale.

## À quoi sert un géoïde?

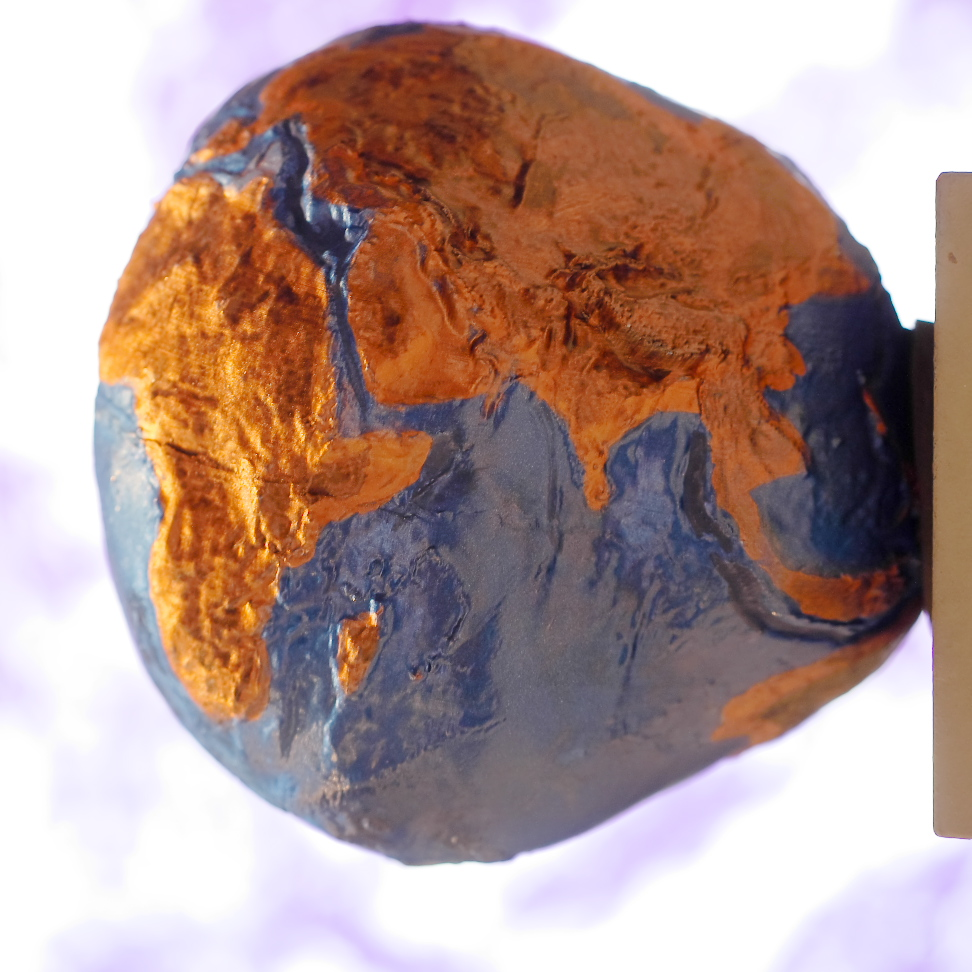
Maquette du « patatoïde de Potsdam » (2017) où les fluctuations du rayon terrestre sont amplifiées 15000 fois (crédit Deutsches GeoForschungsZentrum).

Toute mesure a besoin d'une référence. Le géoïde étant une surface équipotentielle de pesanteur particulière, il sert de zéro de référence pour les mesures précises d'altitude.
Les applications sont nombreuses : hydrologie (étude des bassins versants), aéronautique, balistique.
Dès lors que l'on a voulu envoyer des objets volumineux (fusées spatiales, missiles balistiques intercontinentaux) suivant des trajectoires elliptiques autour de la Terre, il devenait important de connaître avec précision le champ de pesanteur terrestre. Une méthode de prospection géophysique, la gravimétrie, utilise également le géoïde comme référence.
Mais cette surface irrégulière est difficile à utiliser dans les calculs, et on préfère alors utiliser un ellipsoïde, surface régulière qui lorsqu'elle est bien choisie (centre, dimensions, orientation...) s'écarte au maximum de quelques dizaines de mètres[réf. souhaitée] du géoïde, quel que soit le point considéré à la surface de la Terre (voir système géodésique). Cette erreur est visible sur certains appareils GPS : ceux-ci ne permettant que de mesurer la distance par rapport au centre de la Terre, les appareils utilisant l'approximation ellipsoïdale présentent une erreur dans leur calcul d'altitude.

## Forme de la Terre
La Terre est ronde ou plus précisément, elle a une forme légèrement oblongue. Elle n'est pas parfaitement sphérique, mais elle est aplatie aux pôles et légèrement renflée à l'équateur en raison de sa rotation. Cette forme a été confirmée par de nombreuses observations scientifiques, allant des photos prises depuis l'espace aux mesures de la gravité et aux voyages autour du globe.
Les preuves de la rotondité de la Terre sont solides et proviennent de plusieurs domaines :
1. Les photos satellites : Depuis les années 1960, les satellites et les missions spatiales ont photographié la Terre depuis l'espace, montrant sans équivoque sa forme ronde.
2. La gravité : Si la Terre était plate, la gravité serait incohérente, car la force d'attraction agirait différemment. La gravité est uniforme à la surface de la Terre grâce à sa forme ronde.
3. Les observations astronomiques : Depuis l’Antiquité, les astronomes ont observé des phénomènes comme la courbure de l'horizon et l'ombre de la Terre sur la Lune lors des éclipses lunaires, qui indiquent une forme ronde.
4. Les voyages autour du monde : On peut voyager dans toutes les directions sur la Terre et finir par revenir à son point de départ, ce qui ne serait pas possible si elle était plate.

Ainsi, toutes les preuves scientifiques modernes et historiques confirment que la Terre est bien ronde. Les théories qui affirment qu'elle serait plate ne reposent sur aucune base scientifique sérieuse,.